# Case créole

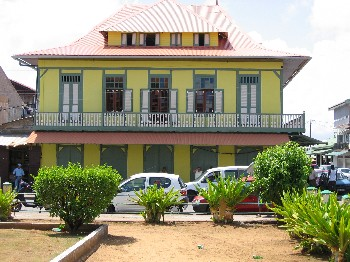
Una case creola riqualificata a Caienna in Guiana francese

Nel mondo francofono, la case è l'abitazione tradizionale delle Antille, della Guiana francese, della Riunione, delle Seychelles e di Mauritius, tutti territori colonizzati dalla Francia a partire dal XVII secolo. Essa simboleggia l'arte stessa del vivere creolo e costituisce parte integrante dell'universo dei creoli. Presenta numerosi caratteri specifici ed una storia ed un'evoluzione strettamente legate a quelle delle popolazioni creole, pur prendendo forme leggermente differenti a seconda della regione geografica.

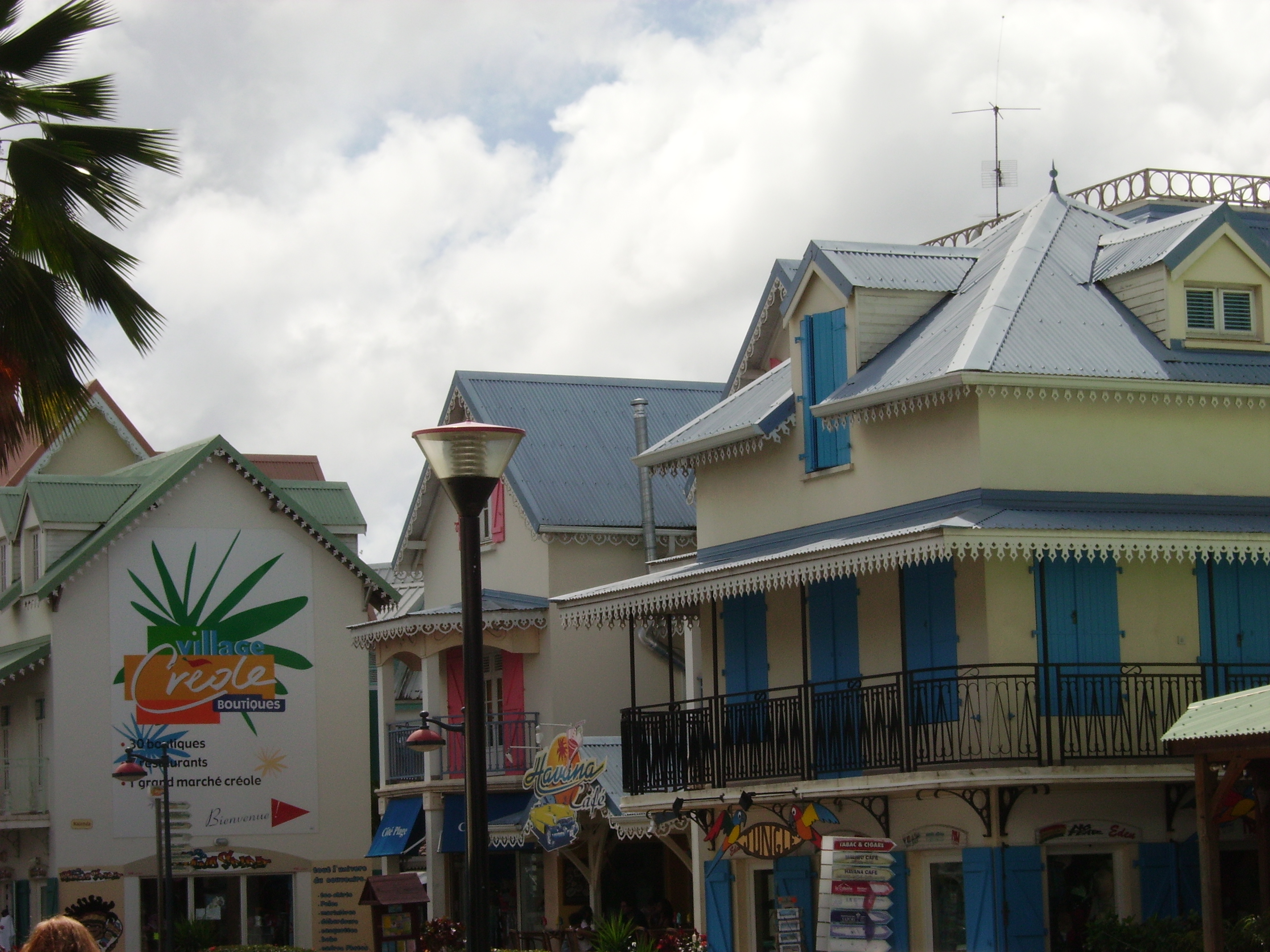
Il quartiere di La Pointe du Bout a Martinica presenta diversi esempi di case creola

## Caratteristiche ambientali dellacasecreola tradizionale

### Progetto

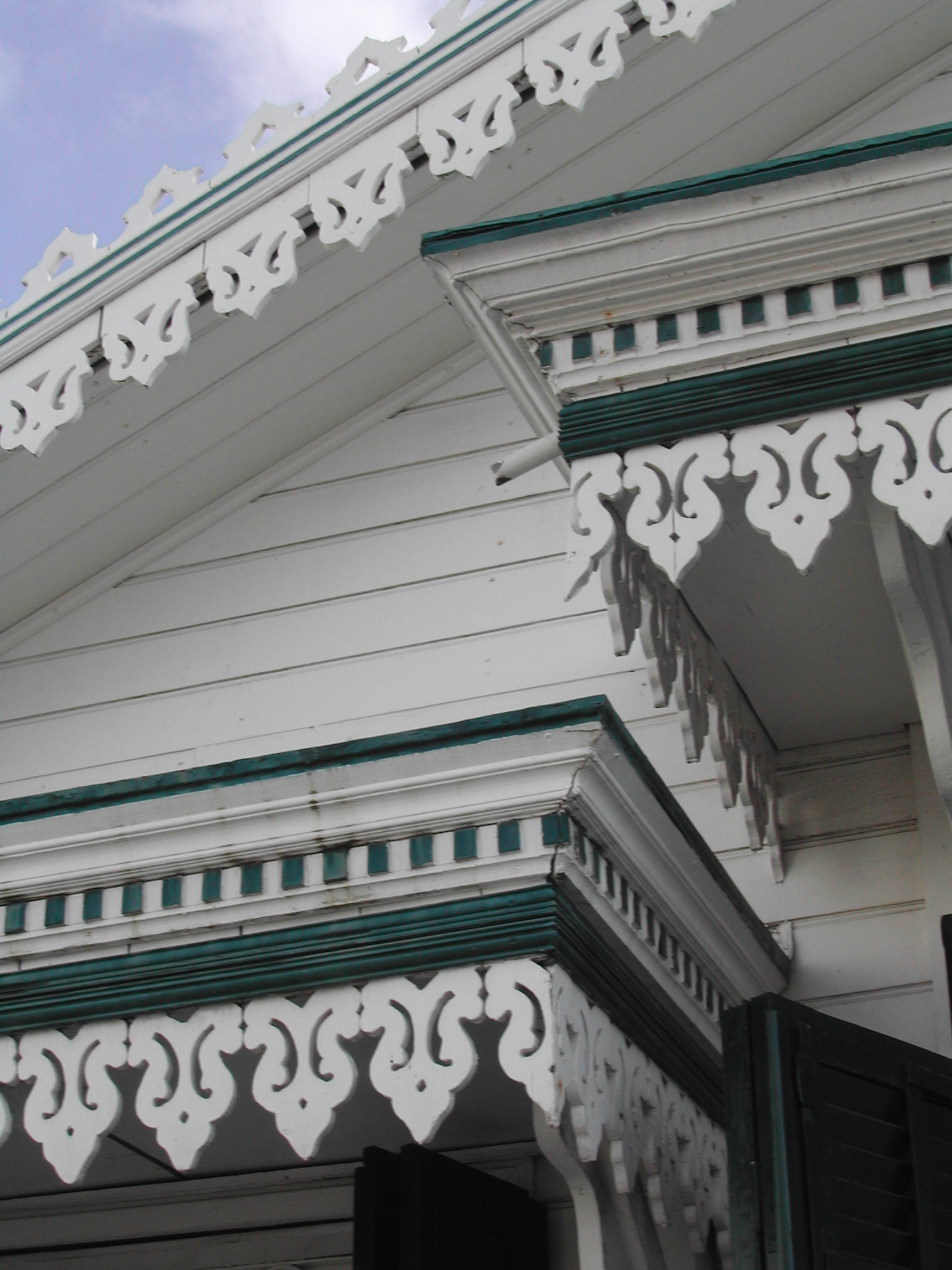
Tipiche mantovane, lambrequins in francese

Per la costruzione della case, delle assi di legno di 4 metri sono tagliate in pezzi da 1, 2 o 3 metri in modo tale che non riportino delle flessioni. Quindi occorre scegliere l'orientamento dell'edificio, generalmente orientato verso est, in direzione del levar del sole. Questo permette di mantenere l'abitazione soleggiata. Delle verande coperte proteggono invece dal sole diretto e dalla pioggia.
La forma della case varia in funzione dell'ambiente in cui è inserita: le cases che sono situate in località più elevate presentano dei soffitti bassi mantenendo in questo modo gli ambienti interni caldi, mentre quelle situate in località più basse possono arrivare ad avere soffitti di 6 metri d'altezza per permettere di aerare l'abitazione e di tenere gli ambienti freschi. Il tetto è generalmente a padiglione, permettendo così all'aria di circolare meglio ed evitando eventuali "scossoni" all'edificio in caso il vento picchi sulla casa.
Non sono inoltre presenti finestre vetrate nelle cases situate vicino al mare ma soltanto delle imposte di legno, le quali proteggono del sole e dalle intemperie; in questo modo l'aria circola liberamente rinfrescando gli ambienti interni.

### Materiali
La case è solitamente realizzata in legno.

### Decorazioni
Le case più antiche sono solitamente ornate da mantovane, tavole in zinco a contorno sagomato, disposte sotto la gronda dei cornicioni in legno. La loro funzione è quella di ridurre il getto d'acqua che cade dal tetto in casi di forti piogge e di evitare, diminuendo la forza dell'acqua, che questa, cadendo violentemente, scavi la terra sottostante. Delle piante sono quindi posizionate sotto le mantovane, dalle quali vengono innaffiate. L'interesse è quello di proteggere gli abitanti dalle malattie e dalle punture di zanzara, ma esse servono anche a diffondere un profumo naturale all'interno della casa. Le specie vegetali che vengono maggiormente impiegate a questo titolo sono l'ilang ilang, il geranio, la citronella, il gelsomino.